# Cody Peak (Park County, Wyoming)
Der Cody Peak ist ein Berggipfel im Yellowstone-Nationalpark im nordwestlichen Teil des US-Bundesstaates Wyoming. Sein Gipfel hat eine Höhe von 3130 m. Er befindet sich rund zwei Kilometer nordöstlich des East Entrance des Yellowstone-Nationalparks, bildet die Grenze des Parks zum Shoshone National Forest und ist Teil der Absaroka-Bergkette in den Rocky Mountains. Er liegt direkt nördlich des US Highway 14/16/20.

## Belege
1. ↑  Cody Peak. Peakbagger.com, abgerufen am 19. Dezember 2020.